# Южный Казахстан (газета)
«Ю́жный Казахста́н» — областная общественно-политическая газета Туркестанской области, издаваемая в городе Шымкент. Газета основана 1 мая 1925 года.
Регистрационный номер № 3889-Г от 20 мая 2003 года, выданный Министерством культуры, информации и общественного согласия Республики Казахстан.

## Разделы
- «Политика»
- «Экономика»
- «Общество»
- «Культура»
- «Спорт»
- «Шымкент»
- «Регионы»
- «Народ в потоке истории»
- «Дежурный репортер»
- «Акции ЮК»